# Paul Ward
Paul Terence Ward (Fishburn, 15 settembre 1963) è un allenatore di calcio ed ex calciatore inglese, di ruolo centrocampista.

## Carriera

### Giocatore
Nella stagione 1981-1982 fa parte della rosa del Chelsea, club della prima divisione inglese in cui già aveva giocato a livello giovanile, senza però mai scendere in campo in partite ufficiali; nell'estate del 1982 si trasferisce al Middlesbrough, club di seconda divisione, con cui nell'arco di un triennio totalizza complessivamente 76 presenze ed una rete in questa categoria. Passa quindi al Darlington, in terza divisione: nelle ultime 13 partite della stagione 1986-1987, poi conclusasi con una retrocessione in quarta divisione, viene anche promosso ad allenatore del club, diventando così il più giovane allenatore di sempre nella storia della Football League, all'età di soli 24 anni; già dall'anno seguente torna comunque a ricoprire solamente il ruolo di giocatore. Nella stagione 1988-1989 realizza una rete in 31 presenze al Leyton Orient, in terza divisione; gioca in seguito per altri quattro anni da professionista, prima allo Scunthorpe Utd e poi al Lincoln City, prima di terminare la carriera con i semiprofessionisti del Gainsborough Trinity.
In carriera ha totalizzato complessivamente 325 presenze e 17 reti nei campionati della Football League.

### Allenatore
Dopo la fine della carriera da calciatore ha allenato a più riprese in vari club semiprofessionistici e dilettantistici: la sua unica esperienza da allenatore in un club della Football League rimangono comunque le 13 partite al Darlington quando ancora era anche giocatore, nel 1987.